# Architektura wielowarstwowa
Architektura wielowarstwowa (ang. multi-tier architecture lub n-tier architecture) – architektura komputerowa typu klient-serwer, polegająca na rozdzieleniu interfejsu użytkownika, przetwarzania i składowania danych na kilka osobnych warstw, które mogą być oddzielnie rozwijane i aktualizowane, co ułatwia ich utrzymanie i nie wpływa negatywnie na funkcjonowanie pozostałych warstw. 
Najpowszechniej używanym przykładem architektury wielowarstwowej jest architektura trójwarstwowa.